# Brigada Nawasi
Brigada Nawasi é um grupo armado da Líbia, ativo durante a Segunda Guerra Civil Líbia.
A Brigada Nawasi é uma das milícias mais importantes em Trípoli. Em 2016, integra o Governo de União Nacional , sendo responsável pela proteção dos edifícios governamentais na capital. O grupo é liderado pela família Gaddour e não tem uma ideologia particular. Em 2018, participa da Batalha de Trípoli.